# Campeonato Europeo de Ciclocrós de 2016
El XIV Campeonato Europeo de Ciclocrós se celebró en Pontchâteau (Francia) el 30 de octubre de 2016 bajo la organización de la Unión Europea de Ciclismo (UEC) y la Federación Francesa de Ciclismo.

## Medallistas
| Evento    | Oro                            | Plata                               | Bronce                  |
| --------- | ------------------------------ | ----------------------------------- | ----------------------- |
| Masculino | Toon Aerts · Bélgica           | Mathieu van der Poel · Países Bajos | Wout van Aert · Bélgica |
| Femenino  | Thalita de Jong · Países Bajos | Lucinda Brand · Países Bajos        | Caroline Mani Francia   |

### Masculino
| Puesto            | Ciclista             | País         | Tiempo  |
| ----------------- | -------------------- | ------------ | ------- |
| Medalla de oro    | Toon Aerts           | Bélgica      | 1:04:16 |
| Medalla de plata  | Mathieu van der Poel | Países Bajos | 1:05:01 |
| Medalla de bronce | Wout van Aert        | Bélgica      | 1:05:01 |
| 4                 | Clément Venturini    | Francia      | 1:05:01 |
| 5                 | Jens Adams           | Bélgica      | 1:05:01 |
| 6                 | Kevin Pauwels        | Bélgica      | 1:05:01 |
| 7                 | Lars van der Haar    | Países Bajos | 1:05:05 |
| 8                 | Marcel Wildhaber     | Suiza        | 1:05:11 |

### Femenino
| Puesto            | Ciclista            | País            | Tiempo |
| ----------------- | ------------------- | --------------- | ------ |
| Medalla de oro    | Thalita de Jong     | Países Bajos    | 43:14  |
| Medalla de plata  | Lucinda Brand       | Países Bajos    | 43:31  |
| Medalla de bronce | Caroline Mani       | Francia         | 43:31  |
| 4                 | Jolien Verschueren  | Bélgica         | 43:36  |
| 5                 | Alice Maria Arzuffi | Italia          | 43:44  |
| 6                 | Sanne Cant          | Bélgica         | 44:02  |
| 7                 | Pavla Havlíková     | República Checa | 44:14  |
| 8                 | Sophie de Boer      | Países Bajos    | 44:17  |